# Constantin III Héraclius
Pour les articles homonymes, voir Constantin III.
Constantin III Héraclius (en latin : Heraclius Novus Constantinus Augustus, en grec : Κωνσταντίνος Γʹ) (né le 3 mai 612, mort le 25 mai 641) est brièvement un empereur byzantin du 12 février au 24/25 mai 641. Il appartient à la dynastie héraclide qui a régné de 610 à 711.
Premier fils d'Héraclius et de Fabia Eudocia, il est très tôt associé au pouvoir pour consolider le pouvoir encore fragile de la nouvelle dynastie. Il passe l'essentiel de sa jeunesse à Constantinople tandis que son père est souvent en campagne contre les Sassanides. D'une santé fragile, il assure la continuité du pouvoir impérial en l'absence d'Héraclius. En dépit de son statut d'héritier désigné, il est rapidement en concurrence avec les enfants de Martine, la deuxième femme d'Héraclius qui cherche à les promouvoir aux dépens de Constantin. Cela ne l'empêche pas de succéder au trône en 641 alors que l'Empire est dans une situation critique. Son règne, qui ne dure que quelques semaines, est surtout consacré à quelques tentatives de stabiliser l'Empire et de préserver son trône et les droits de son fils, Constant, face aux visées de Martine. Il meurt en mai 641, probablement de la tuberculose et si Martine en profite pour prendre la régence au nom de son fils Héraclonas, Constant est finalement élevé sur le trône au terme d'une révolte de l'armée, peut-être en partie planifiée par Constantin avant sa mort.

## Jeunesse et couronnement comme coempereur

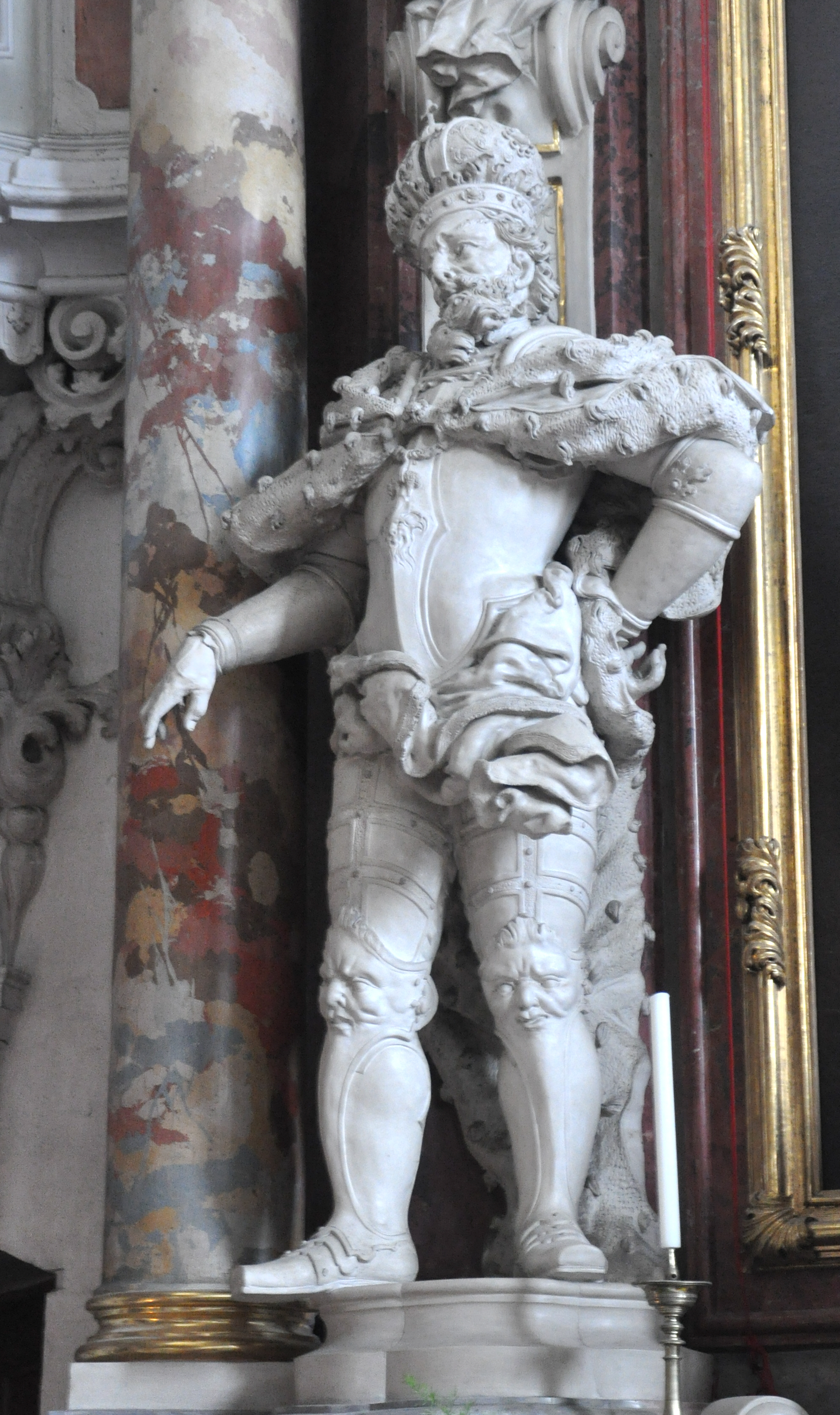
Statue d'Héraclius (début XVIII) dans l'abbaye de Metten, Allemagne.

Constantin est le premier fils d'Héraclius et de sa première femme, Fabia Eudocia, avec qui il se marie dès son accession au trône le 5 octobre 610. Héraclius est très probablement d'origine arménienne, et il passe une large partie de sa jeunesse en Afrique car son père, Héraclius l'Ancien, a été nommé exarque d'Afrique, l'un des postes les plus élevés de l'Empire. C'est dans cette région qu'il y rencontre Fabia Eudocia, fille d'un riche propriétaire terrien local du nom de Rogas,.
En 608, Héraclius suit son père dans la rébellion contre l'empereur Phocas qui a usurpé le trône en 602 sans parvenir à affermir sa légitimité. À la tête d'une flotte, il débarque près de Constantinople et capture Phocas avant de l'exécuter. Néanmoins, il doit très tôt s'atteler à consolider son pouvoir, lui aussi fragile car issu d'une rébellion. Confronté à des frontières qui vacillent sous les assauts des Sassanides en Orient, il compte très tôt sur son entourage familial, que ce soit Nicétas qui devient gouverneur de l'Egypte ou son frère Théodore.
Constantin naît le 3 mai 612, peu avant la mort de sa mère, vraisemblablement dans le palais de Sophia. Il reçoit la bénédiction de Théodore de Sykéon, qui est alors l'une des figures religieuses les plus éminentes de l'Empire et est baptisé en décembre 612. Son père cherche alors certainement à renforcer son pouvoir en s'associant à un personnage reconnu pour sa piété et proche de ses prédécesseurs, tant Phocas que Maurice.
Constantin est rapidement reconnu comme successeur désigné puisqu'il est couronné coempereur alors qu'il n'a que quelques mois, le 22 janvier 613. Il est présenté à l'Hippodrome où il est acclamé par le Sénat puis par les Factions de la ville, avant de se rendre à Sainte-Sophie. L'association du fils et héritier au pouvoir impérial est une pratique déjà courante dans le monde byzantin. Elle vise à prévoir les troubles de la succession. L'Empire byzantin, pénétré de l'héritage de la Rome antique, ne reconnaît alors qu'une valeur relative au principe de la légitimité dynastique. Cependant, la décision d'Héraclius de donner la couronne impériale à son fils alors même qu'il n'est qu'un bébé est un geste significatif, qui atteste son désir de préparer au mieux sa succession et d'installer sa famille à la tête de l'Empire. De même, Constantin apparaît assez tôt sur les pièces de monnaie émises par son père, là encore pour illustrer son rôle de successeur désigné. Enfin, en 632, il est élevé au rang de consul.
Très jeune, Constantin semble d'une santé fragile. Alors que son père quitte Constantinople en 622 pour conduire ses troupes contre les Sassanides durant plusieurs années, Constantin reste généralement dans la capitale, sauf lors d'un bref moment en 624 lors duquel il accompagne Héraclius jusqu'à Nicomédie avant de revenir à Constantinople. Il est alors nécessaire qu'un membre de la famille impériale, a fortiori l'héritier désigné, demeure à Constantinople pour assurer une sorte de continuité, même si la réalité du pouvoir est en réalité détenue conjointement par le patriarche Serge Ier de Constantinople et le général Bonus. Dans les années 630, Constantin n'accompagne pas non plus son père et il est difficile de savoir les relations qu'il entretient avec lui, alors qu'il est dorénavant suffisamment âgé pour prendre part au gouvernement de l'Empire. Il est possible que Héraclius, conscient de la santé précaire de son fils, ait essayé de le préserver.
Le seul événement d'importance lors duquel il semble avoir une importance notable est le siège de Constantinople en 626, face aux Avars et à l'armée sassanide conduite par Schahr-Barâz. À la fin de celui-ci, l'empereur sassanide Khosro II envoie une missive pour mettre à mort son général en raison de son échec mais elle est interceptée et transmise à Constantin III, qui la fait remettre à son père. Celui-ci en profite pour contacter Schahr-Barâz et l'inciter à faire défection, ce qui lui permet de concentrer ses forces contre les armées restantes de Khosro.

## Un règne éphémère

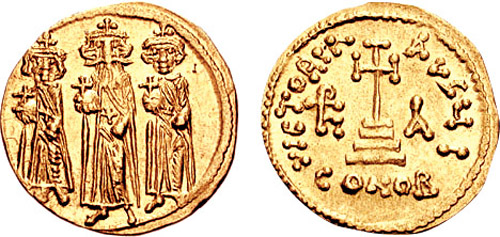
Solidus représentant Héraclius entouré de deux de ses fils, Héraclonas et Constantin III.

### Un nom de règne incertain
Nommé Héraclius Constantin par ses parents mais gouvernant sous le nom de Constantin, le nom de règne de ce dernier varie selon les pratiques des historiens. Les Romains eux-mêmes n’utilisent pas de numéros de règne ; ceux-ci sont appliqués aux empereurs par les historiens modernes. Il existe une confusion particulière autour du nom « Constantin III », qui a également été attribué à l’empereur occidental Constantin (règne : 407-411), d’abord usurpateur puis reconnu par Honorius (règne : 395-423). Charles Le Beau (1701-1778), qui a établi la convention consistant à numéroter onze empereurs nommés Constantin, n’utilise le chiffre qu’uniquement pour l’empereur d’Orient. Edward Gibbon (1737-1794) qualifie également explicitement l’empereur d’Occident d’usurpateur et réserve le chiffre à l’empereur d’Orient. Justin Sabatier (1792-1869) et Louis Félicien de Saulcy (1807-1880) numérotent notablement Héraclius Constantin comme « Héraclius II » — un chiffre souvent utilisé pour son frère Héraclonas — mais désignent le Constantin suivant comme Constantin IV, comptant ainsi indirectement l’empereur d’Occident. Cette numérotation a été reprise par quelques auteurs. Warwick Wroth (1858-1911) n’attribue aucun chiffre à Héraclius Constantin et utilise « Constantin III » comme nom alternatif de Constant II. De même, Andreas Stratos considère que l'usurpateur Constantin ne règne pas sur l'Empire romain mais il va plus loin puisqu'il n'inclut pas Constantin II dans la liste impériale, considérant qu'il ne règne que sur une partie de l'Empire romain. Il estime donc que Constantin III devrait être reconnu sous le nom de Constantin II. La Prosopography of the Later Roman Empire (PLRE, 1980) utilise le chiffre uniquement pour l’empereur d’Orient, tandis que l’Oxford Dictionary of Byzantium (1991) ne l’utilise que pour l’empereur d’Occident. Philip Grierson (1910-2006) applique le chiffre aux deux empereurs, mais considère « Constantin III » davantage comme un nom alternatif pour Héraclius Constantin, auquel il n’attribue pas de chiffre dans l’index. Dans l'ensemble, les historiens s'accordent néanmoins pour lui donner Constantin III comme nom de règne.
Au-delà de ces confusions, les sources à propos de Constantin III sont peu nombreuses et parfois contradictoires. Le principal récit sur lequel s'appuie les historiens est celui relativement tardif de Nicéphore Ier de Constantinople, tandis que le chroniqueur plus contemporain Jean de Nikiou paraît moins clair dans sa chronologie et certaines de ses descriptions. Les autres écrits, y compris Théophane le Confesseur, s'accordent sur de grandes généralités mais peuvent varier dans leurs détails.

### Une succession complexe

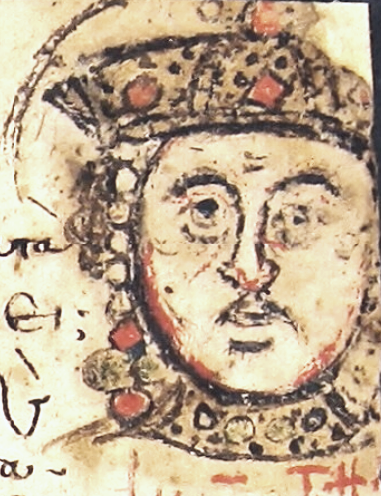
Portrait de Constantin III dans le Mutinensis gr. 122, manuscrit du XV.

Tout au long de sa vie, Constantin est le successeur désigné par Héraclius. Néanmoins, le remariage de celui-ci avec Martine favorise des conflits familiaux avec les enfants issus de cette union. Héraclius souhaite probablement assurer l'avenir de sa dynastie en concevant de nouveaux fils, d'autant plus que Constantin est d'une santé précaire. Or, Martine montre assez tôt son désir de promouvoir ses propres enfants au sommet de la hiérarchie impériale. Héraclius y consent en partie, certainement dans l'optique d'anticiper un décès précoce de Constantin. Si les premiers enfants qu'il a avec Martine sont frappés d'infirmité et meurent parfois en bas âge, Héraclonas (né en 626) est couronné coempereur en 638. Son plus jeune frère David, est élevé à la dignité de césar la même année. Néanmoins, cette décision renforce aussi la concurrence intrafamiliale.
Quand Héraclius meurt en février 641, Constantin III se retrouve à la tête d'un Empire instable. Son pouvoir est d'emblée disputé tandis qu'il doit composer avec des pertes territoriales importantes. Les Musulmans ont envahi la Syrie et la Palestine et menacent gravement l'Egypte. Les finances sont épuisées et l'armée, écrasée lors de la bataille du Yarmouk et exsangue à la suite de la guerre perso-byzantine de 602-628, n'est guère en mesure de lancer de contre-offensive. Les dernières volontés d'Héraclius restent méconnues. Sûrement a-t-il voulu préserver les différentes branches de sa famille. Constantin III règne donc en compagnie d'Héraclonas, âgé de seulement quinze ans et dont la tutelle est exercée par Martine. Cependant, son impopularité parmi une élite byzantine qui a toujours dénoncé son mariage consanguin avec Héraclius demeure élevée. Rapidement, le Sénat byzantin s'oppose à elle tandis que Constantin III tente de s'appuyer sur des hauts dignitaires byzantins. Si le patriarche de Constantinople Pyrrhus est du côté de l'impératrice douairière, Constantin peut compter sur le général Valentin, un proche du sacellaire Philagrios. Constantin distribue aussi des subsides importants à l'armée, en piochant semble-t-il dans une réserve constituée par Héraclius au profit de son épouse et dont l'existence lui est révélée par Philagrios. Valentin est élevé à la dignité de comte de l'Opsikion, l'un des postes militaires les plus élevés de l'Empire. Constantin se garantit ainsi des soutiens de poids, tandis que Martine est temporairement mise de côté.

### Un règne court

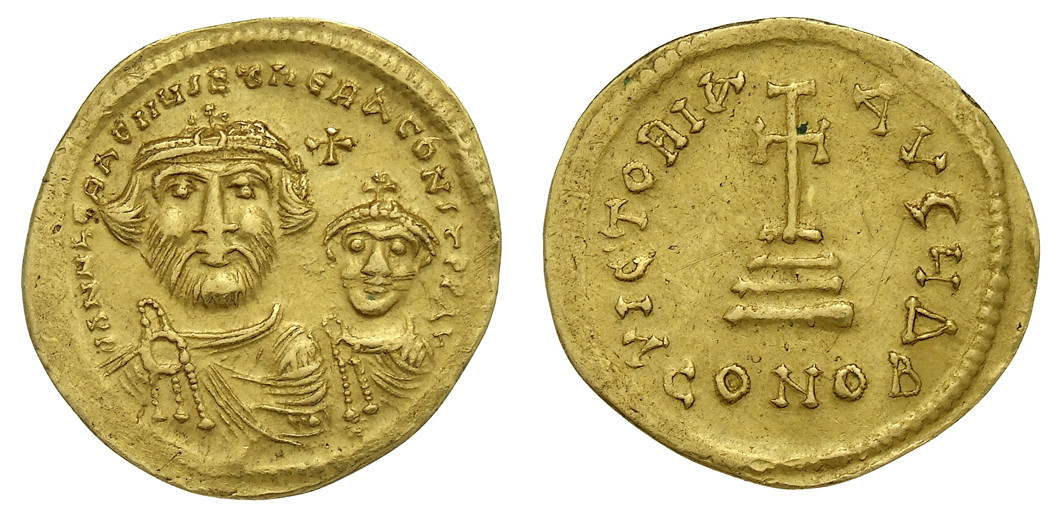
Exemple de solidus frappé au temps du règne d'Héraclius, représentant Héraclius Constantin sous des traits enfantins. De ce fait, la pièce a vraisemblablement été frappée entre 615 et 625.

Le règne très court de Constantin ne lui permet guère de peser sur les bouleversements en cours dans son Empire. Malade, il est réputé résider dans un palais à Chalcédoine, à l'extérieur de Constantinople. Toutefois, il jouit apparemment d'une bonne popularité dans la cité impériale, en lien peut-être avec sa présence lors de la défense de la ville à l'occasion du siège de 626 mais également parce qu'il n'est pas issu de l'union entre Héraclius et Martine. Il tente d'organiser la défense de l'Égypte, dont de larges pans ont d'ores et déjà été envahis, alors que l'une des dernières décisions d'Héraclius a été de refuser la trêve conclue entre Cyrus de Phase et les Arabes. Face à l'incapacité du général Théodore, principal militaire dans la région, à défendre la bande côtière égyptienne toujours tenue par les Byzantins, Constantin rappelle Cyrus de Phase, qui est nommé préfet de l'Égypte, avec pour consigne de préparer la défense d'Alexandrie. Symbole d'un Empire en crise financière autant que militaire, des chroniqueurs comme Georges Cédrène rapportent une anecdote dont il est difficile d'attester la véracité. Constantin III aurait fait exhumer la couronne de son père pour la fondre. 
Selon le chroniqueur Jean Zonaras, Constantin se serait distingué de son père par son rejet du monothélisme et par son adhésion à la foi chrétienne telle que défendue par le pape. Là encore, le flou demeure. Une lettre est bien envoyée par le pape Jean IV qui condamne la position monothélite affirmée par Héraclius dans son Ecthèse et blâme le patriarche Pyrrhus de Constantinople. Cette lettre est adressée à Constantin mais l'identité exacte de celui-ci est inconnue car le propre fils de Constantin III, le futur Constant II, a adopté comme nom de règne Constantin. De même, l'identité du répondant est incertaine, bien qu'Andreas Stratos soutient la thèse que c'est bien Constantin III qui est le destinataire et l'expéditeur de la réponse. En revanche, il ne défend pas l'idée qu'il aurait rejeté le monothélisme de son père.
La numismatique est également avare d'informations sur Constantin III. S'il apparaît fréquemment sur les monnaies de son père, avec son demi-frère Héraclonas à partir de la fin des années 630, il est difficile d'identifier des pièces directement rattachables à son court règne. Certains historiens ont postulé que les ateliers monétaires n'ont pas eu le temps de produire un nouveau type de monnaies ou bien que les autorités, conscientes de la santé très précaire de l'empereur, n'ont pas souhaité précipiter une production qui risquait d'être brève. Pourtant, d'autres historiens comme Philip Grierson identifient quelques pièces liées à Constantin III, avec la difficulté qu'elles peuvent facilement être confondues avec celles à venir de Constant II, lui-même dénommé Constantin officiellement. Pour Grierson, les solidus en question sont des pièces montrant un homme glabre et portant un casque, ce qui n'est jamais le cas de Constant II. En revanche, il n'existe pas de pièces le montrant uniquement avec son demi-frère Héraclonas.

### Une mort environnée de rumeurs
En mai 641, Constantin meurt à seulement vingt-neuf ans, probablement de la tuberculose, Jean de Nikiou rapportant qu'il crache du sang en abondance au moment de sa mort. La date exacte n'est pas connue avec exactitude mais Nicéphore de Constantinople parlant d'un règne de 103 jours, il est possible de situer sa disparition entre le 24 et le 26 mai, bien qu'une source anonyme, le Necrologium la date au 20 avril et fait débuter son règne au 11 janvier. Des rumeurs font état d'un empoisonnement par Martine, sans qu'il soit possible de confirmer une telle hypothèse mais les chroniqueurs sont nombreux à la relayer, dont Théophane le Confesseur, Jean Zonaras, Léon le Grammairien ou Michel Glycas, certains accusant également le patriarche Pyrrhus de Constantinople. Andreas Stratos souligne que Philagrios, le sacellaire et principal ministre de Constantin, a pu diffuser une telle rumeur avant même la mort de l'empereur, alors souffrant. Il l'aurait fait pour garantir sa place et celle des fils de Constantin face aux ambitions de Martine. Nicéphore de Constantinople écrit par ailleurs que Constantin aurait également anticipé sa propre mort en confiant une importante somme d'argent à Valentin pour qu'il l'utilise pour garantir le soutien de l'armée à sa famille. Il n'est toutefois pas possible d'être certain de ces affirmations,. Néanmoins, la mort de Constantin ouvre de nouveau la querelle successorale au sein de la famille d'Héraclius puisqu'elle oppose désormais Martine et Héraclonas à Constant II, le jeune fils de Constantin qui devient très vite le candidat des opposants à Martine, dont Valentin. Quant à Constantin, il est enterré dans la nécropole impériale de l'église des Saints-Apôtres de Constantinople, dans un sarcophage blanc de marbre du Proconnèse, aux côtés de son père.

## Famille et succession
Constantin III se marie en 630 avec sa cousine germaine, Gregoria Anastasia, fille de Nicétas et de sa tante Grégoria. Cette union est sûrement à l'instigation d'Héraclius qui souhaite vraisemblablement renforcer l'influence de sa famille sur les institutions impériales, même si la proximité familiale entre les époux est susceptible de susciter une opposition, en écho avec sa propre union avec Martine. Ensemble, ils ont au moins deux fils : Héraclius (né le 7 novembre 630), qui devient Constant II quand il est couronné coempereur en 641 et Théodose, futur général et haut dignitaire de l'Empire, tué par son frère vers 650.
Après la mort de Constantin III, Constant II devient le favori des opposants à Martine, en particulier du général Valentin, banni de Constantinople. Grâce au soutien de l'armée, il parvient à exiger le couronnement de Constant comme coempereur puis l'impose comme seul empereur en faisant arrêter puis mutiler Héraclonas et Martine en septembre 641. Lors d'une adresse au Sénat byzantin rapportée par Théophane le Confesseur, Constant II accuse Martine d'avoir empoisonné son père. Constant II règne ensuite jusqu'en 668.
Constantin peut aussi être le père de Manyanh, femme d'Yazdgard III, le dernier roi de la Perse sassanide.